# Danny Boyle
Pour les articles homonymes, voir Boyle.
Danny Boyle (/ˈdæni bɔɪl/), né Daniel Francis Boyle le 20 octobre 1956 à Radcliffe, Grand Manchester (Angleterre), est un réalisateur, producteur et scénariste britannique. 
Il est révélé par ses deux premiers longs-métrages : les comédies noires britanniques Petits Meurtres entre amis (1994) et Trainspotting (1996), qui révèlent aussi Ewan McGregor au grand public. Il débarque à Hollywood pour réaliser une autre comédie noire, Une vie moins ordinaire (1997), avec Ewan McGregor et Cameron Diaz, puis en dirigeant la jeune star Leonardo DiCaprio dans le film d'aventures La Plage (2000). Il revient en Angleterre pour réaliser deux films à petits budgets : le thriller de science-fiction 28 Jours plus tard (2002), avec Cillian Murphy, et le film d'aventures pour enfants Millions (2004).
Il re-tente alors l'aventure hollywoodienne : d'abord le film de science-fiction Sunshine, avec Cillian Murphy, Chris Evans et Rose Byrne, puis surtout Slumdog Millionaire, qui révèle les jeunes Dev Patel et Freida Pinto. Ce long-métrage lui vaut l'Oscar du meilleur réalisateur 2009. Il confirme en se diversifiant : le film d'aventures 127 Heures (2010), avec James Franco, le thriller psychologique Trance (2013), porté par Rosario Dawson, le biopic Steve Jobs (2015), la suite T2 Trainspotting (2017) et la comédie uchronique  Yesterday (2019). Il est également le créateur du spectacle Isles Of Wonder au stade olympique de Londres le 27 juillet 2012 pour la cérémonie d'ouverture des Jeux olympiques d'été 2012.

## Biographie

### Jeunesse
Danny Boyle est né le 20 octobre 1956 à  Radcliffe près de Manchester. Sa famille est issue de la classe ouvrière catholique irlandaise. Sa mère venait du comté de Galway, en Irlande, et son père est né en Angleterre dans une famille catholique.
Il a étudié au Thornleigh Salesian College, à Bolton.

### Carrière

#### Débuts et révélation du cinéma britannique (1987-1996)
Cette section ne s'appuie pas, ou pas assez, sur des sources secondaires ou tertiaires indépendantes du sujet. Le texte peut contenir des analyses inexactes ou inédites de sources primaires.
Pour l'améliorer, ajoutez-en, ou placez des modèles {{Source secondaire souhaitée}} ou {{Source secondaire nécessaire}} sur les passages mal sourcés. (août 2025)
Danny Boyle débute dans le théâtre, à la Join Stock Theatre Company, jusqu'en 1982. Il devient ensuite directeur adjoint à la Royal Court Theatre Company en 1985. Il est déjà récompensé par de multiples prix.
Il passe à la réalisation en 1987, en mettant en scène plusieurs téléfilms, puis en entamant les années 1990 en mettant en boîte plusieurs épisodes de séries télévisées anglaises. C'est sur le tournage de l'une d'entre elles, pour la BBC World, qu'il fait la connaissance du scénariste John Hodge. Venant d'une banlieue où le taux de chômage était très élevé, il décide de produire son premier film en compagnie de ses deux acolytes, John Hodge et Andrew Macdonald. Ce long-métrage, intitulé Petits Meurtres entre amis, sort en 1994, et est acclamé par la critique. Il marque en réalité le début d'une trilogie - la Bag of Money Trilogy -, dédiée à explorer comment l'argent peut conduire les hommes à s'entre-déchirer. Ils poursuivent avec le drame Trainspotting, en 1996, qui rencontre un énorme succès commercial (70 millions de dollars), après une présentation impressionnante au Festival de Cannes. Il passe à Hollywood pour conclure cette trilogie, avec Une vie moins ordinaire, refusant de mettre en scène le quatrième chapitre de la série de films Alien. Si Ewan McGregor est toujours de la partie, la star montante américaine Cameron Diaz est sa partenaire.

#### Passage à Hollywood et consécration (2000-2008)

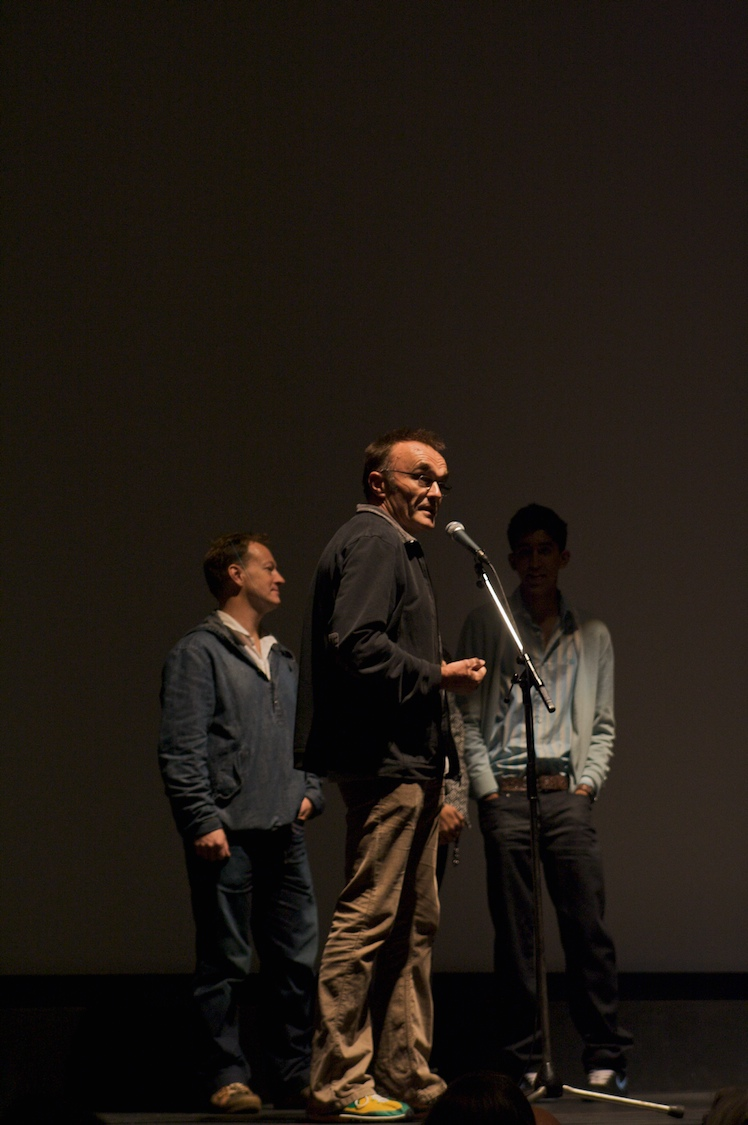
Le réalisateur au TIFF 2008, pour la présentation de Slumdog Millionaire.

Il tourne ensuite quelques courts métrages, puis accepte de mener une grosse production hollywoodienne, très attendue, car portée par le jeune Leonardo DiCaprio, qui sort alors du blockbuster Titanic, pour La Plage. Il bénéficie d'un budget de 35 millions de dollars et d'un tournage en Asie, en décors naturels, mais le succès n'est pas aussi important qu'espéré. 
En 2001, il revient en Angleterre pour investir un nouveau genre : 28 Jours plus tard est un thriller fantastique et horrifique traitant d'une pandémie mettant toute l'Angleterre en quarantaine. Le film est un succès critique et commercial, et une suite est mise en chantier, dont il ne réalisera que la scène d'ouverture, mais assurera la production.
Il renoue ensuite avec la thématique de l'argent pour Millions en 2004, une comédie dramatique menée par un casting d'enfants. 
En avril 2007, il retrouve un projet plus ambitieux, en réalisant son premier film de science-fiction. Sunshine est mené par Cillian Murphy, déjà héros de 28 Jours plus tard, entouré d'un casting international. Cette épopée spatiale raconte en effet le périple d'une équipe d'astronautes issus de pays du monde entier, envoyée afin de savoir ce qu'il est advenu de l'équipe spatiale chargée de « rallumer » le soleil. Le film adopte une atmosphère pesante, propre au style de Danny Boyle. Si les critiques sont positives, le film est considéré comme un échec commercial.
Mais fin 2008, sort Slumdog Millionaire, film d'aventure spectaculaire et émouvant porté par un casting de jeunes acteurs quasi inconnus d'origine indienne, et dont l'histoire se déroule aux quatre coins du nord de l'Inde, de Bombay à Agra. Il s'agit également du premier film du cinéaste sans son scénariste John Hodge et le producteur Andrew MacDonald, bien que la thématique de l'argent corrupteur et destructeur soit bien de la partie. C'est Simon Beaufoy qui assure l'adaptation du best-seller de Vikas Swarup, tandis que la réalisation est partiellement assurée par la réalisatrice indienne Loveleen Tandan. Ce projet risqué est couronné par un succès commercial et critique mondial.
À la cérémonie des Oscars de 2009, il est ainsi récompensé de huit oscars, dont ceux de meilleur film et de meilleur réalisateur. À la suite de cela, Boyle préside le jury des longs-métrages du douzième festival international du film de Shanghai.

#### Confirmation (depuis 2011)

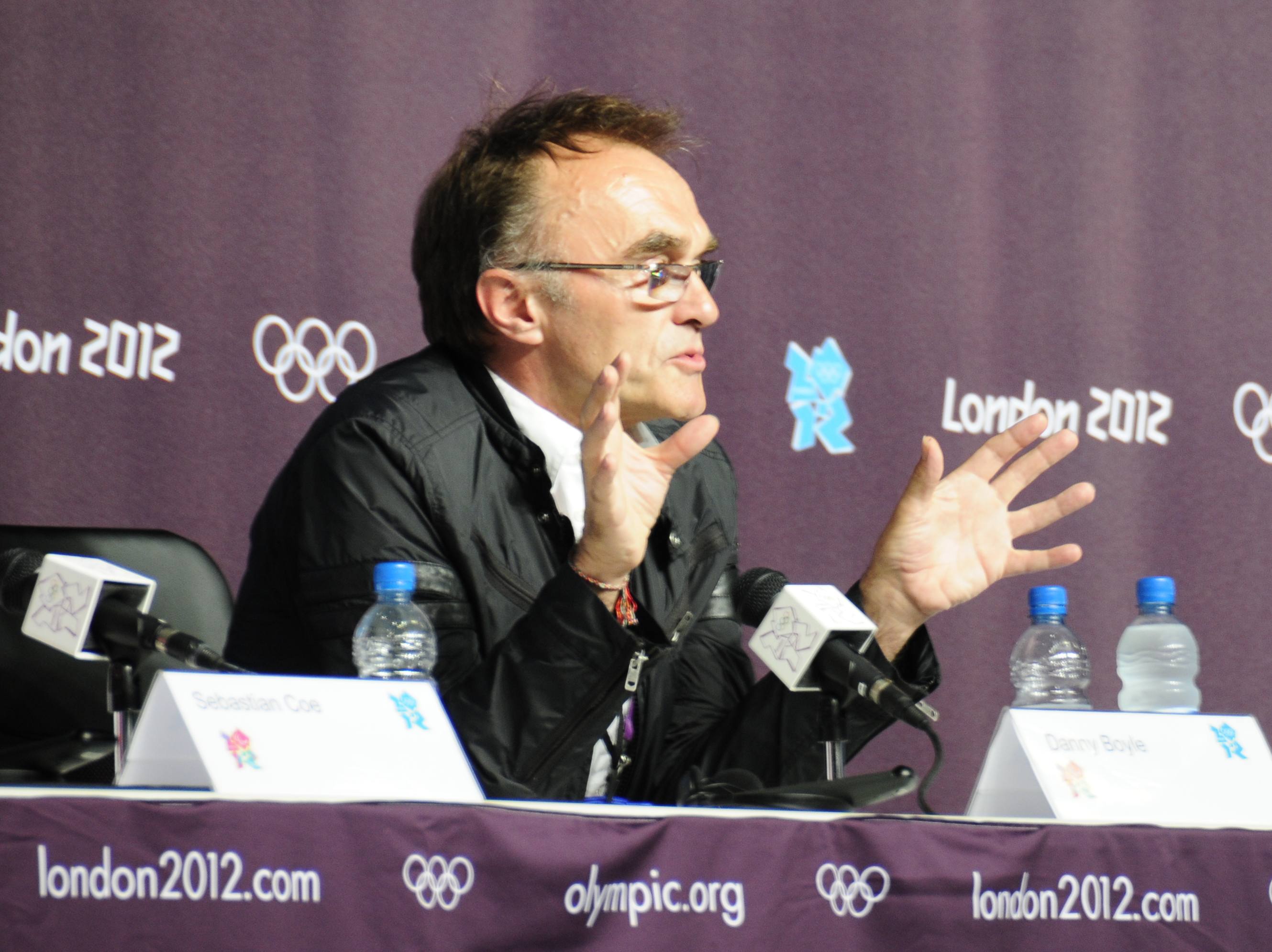
En juillet 2012, s'exprimant à propos de la mise en scène de la cérémonie d'ouverture des JO d'été.

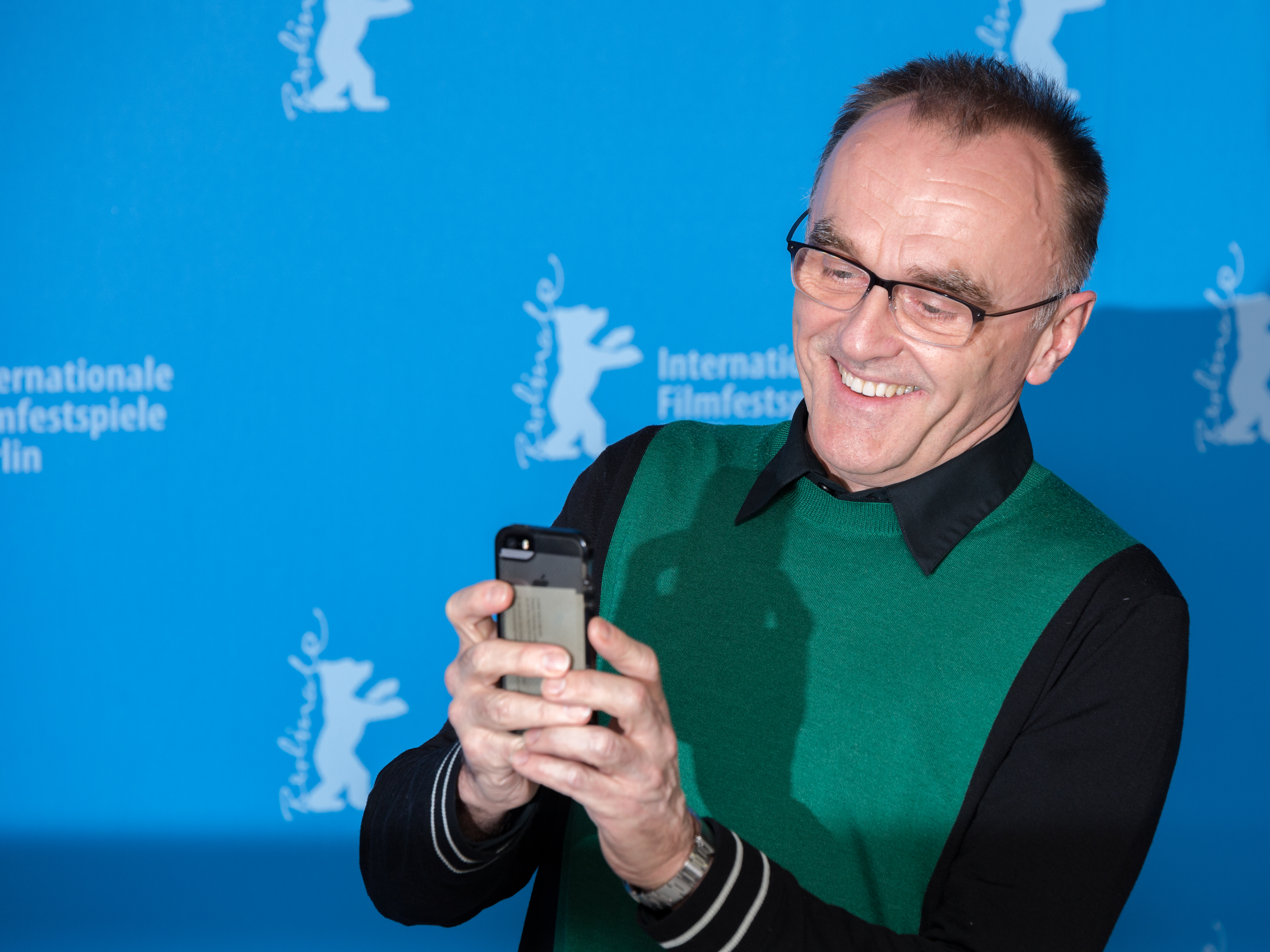
À l'avant-première de T2 Trainspotting à la Berlinale 2017.

En 2011, il reforme cette équipe gagnante - le scénariste Simon Beaufoy, le producteur Christian Colson, et le compositeur A.R. Rahman - pour son prochain projet. 127 Heures est aussi une nouvelle adaptation, celle de l'autobiographie Plus fort qu'un roc (Between a Rock and a Hard Place), d'Aron Ralston, auquel l'acteur américain James Franco prête ses traits.
Le film revient sur l'histoire vraie de l'alpiniste américain Aron Ralston, vingt-sept ans, victime d'un accident lors d'une randonnée en mai 2003 dans le Blue John Canyon dans le parc national des Canyonlands en Utah, où, coincé pendant six jours et cinq nuits, il s'est lui-même amputé le bras droit à l'aide d'un canif pour survivre. 127 Heures reçoit cent-vingt-cinq nominations, dont six aux Oscars et trois aux Golden Globes pour vingt-deux récompenses, dont celle du meilleur film à l'American Film Institute.
Ultime consécration, l'organisation de la cérémonie d'ouverture des Jeux olympiques d'été de 2012 à Londres lui est confiée. Mêlant grandiose et humour, solennité et spectaculaire, il apporte une touche originale et parfois audacieuse à la grande messe de présentation des athlètes. Le réalisateur instille plusieurs gags dans le déroulement de la cérémonie : ainsi la musique grandiloquente du film Les Chariots de feu est-elle tournée en dérision par l'acteur comique Rowan Atkinson, tandis que la Reine d'Angleterre Élisabeth II interprète son propre rôle dans une fausse séquence de James Bond. Les deux thématiques dominantes de la cérémonie conçue par Danny Boyle sont l'histoire britannique des deux derniers siècles, et la domination britannique sur la musique populaire occidentale - la pop music - au cours des cinquante dernières années.
En 2013, il revient au thriller noir, avec Trance, de nouveau scénarisé par John Hodge, et mené par un casting une fois encore international : James McAvoy, Rosario Dawson et Vincent Cassel. Si le récit complexe et la mise en images soignée convainquent la critique, le film déçoit au box-office.
L'année d'après, alors qu'il réalise le pilote de la mini-série Babylon, son prochain projet cinématographique lui est proposé.
Il accepte en effet de s'atteler à un projet à la pré-production tumultueuse - un film biographique sur Steve Jobs, et ce après avoir pris connaissance du scénario confectionné par l'oscarisé Aaron Sorkin. À la suite de négociations financières difficiles, David Fincher vient en effet de quitter le poste de réalisateur. Boyle finira aussi par choisir l'acteur principal, chargé de prêter ses traits au fondateur d'Apple. Leonardo DiCaprio et Christian Bale, les choix privilégiés du studio, ont en effet fini par décliner. C'est donc sur l'acteur irlandais Michael Fassbender, qui n'a alors jamais porté de projet de cette envergure, que le choix finit par se porter. Kate Winslet rejoint alors le casting, comportant déjà  Seth Rogen, dans son premier rôle dramatique, et  Jeff Daniels, recommandé par Sorkin. Intitulé Steve Jobs, le film sort en octobre 2015 sur le sol nord-américain, et en janvier 2016 en France.
En septembre 2015, Boyle annonce la mise en chantier d'une suite à Trainspotting, adaptée du roman Porno, écrit par Irvine Welsh, publié en 2002. T2 Trainspotting sort en janvier 2017.
En 2019, il est annoncé comme réalisateur du vingt-cinquième film James Bond, Mourir peut attendre, avec pour une cinquième fois Daniel Craig dans le rôle de l'agent 007. Cependant, les producteurs de la série annoncent plus tard qu'il quitte finalement le projet, à la suite de désaccords avec Barbara Broccoli et Daniel Craig. Son film suivant est finalement Yesterday (2019), qui met en scène un musicien se réveillant dans un monde où il est désormais le seul à connaitre les Beatles.
Il revient ensuite à la saga 28 Jours plus tard, tout d'abord en réalisant le troisième film, 28 Ans plus tard (2025), puis en produisant le suivant 28 Years Later: The Bone Temple (2026) de Nia DaCosta. Il devrait ensuite revenir à la mise en scène pour le cinquième film.

### Engagements
Il est signataire en mai 2025 de la pétition condamnant le « silence » sur le « génocide à Gaza » publiée en marge du Festival de Cannes.

## Filmographie

### Réalisateur

#### Longs métrages
- 1994 : Petits Meurtres entre amis (Shallow grave)
- 1996 : Trainspotting
- 1997 : Une vie moins ordinaire (A Life less ordinary)
- 2000 : La Plage (The Beach)
- 2002 : 28 Jours plus tard (28 Days Later)
- 2004 : Millions
- 2007 : Sunshine
- 2008 : Slumdog Millionaire
- 2010 : 127 Heures (127 Hours)
- 2013 : Trance
- 2015 : Steve Jobs
- 2017 : T2 Trainspotting
- 2019 : Yesterday
- 2025 : 28 Ans plus tard (28 Years Later)
- 2026 : Ink
- 2027 : 28 Years Later - Part 3

#### Court métrage
- 2002 : Alien Love Triangle (court métrage)

#### Télévision
Téléfilms
- 1987 : The Venus de Milo Instead
- 1987 : Scout
- 1989 : The Hen House
- 1989 : The Nightwatch
- 1989 : Monkeys
- 1993 : Mr. Wroe's Virgins (d'après un roman de Jane Rogers (en))
- 2001 : Strumpet (en)
- 2001 : Vacuuming Completely Nude in Paradise (en)

Séries télévisées
- 1987 : Inspecteur Morse (Inspector Morse), épisodes Cherubim and Seraphim et Masonic Mysteries
- 2018 : Trust (saison 1)
- 2022 : Pistol

### Producteur
- 1989 : Elephant, de Alan Clarke (court-métrage de 39 minutes)
- 1997 : Twin Town, de Kevin Allen (producteur exécutif)
- 2007 : 28 Semaines plus tard (28 Weeks Later) de Juan Carlos Fresnadillo (aussi réalisateur de la séquence d'ouverture)
- 2014-en production : Babylon (série télévisée)
- 2017 : Battle of the Sexes  de Jonathan Dayton et Valerie Faris
- 2019 : Yesterday de lui-même
- 2026 : 28 Years Later: The Bone Temple de Nia DaCosta

### Scénariste
- 1994 : Screen One (en) (série télévisée), épisode Meat de John Madden
- 1997 : Hamish Macbeth (en) (série télévisée), épisodes Destiny: Part 1 et The Lochdubh Assassin de Nicholas Renton
- 2010 : 127 Heures (127 Hours) de lui-même

## Distinctions

### Récompenses
- Festival de Saint-Sébastien 1994 : Coquille d'argent du meilleur réalisateur pour Petits Meurtres entre amis
- Festival du film britannique de Dinard 1994 : Hitchcock d'or pour Petits Meurtres entre amis
- Golden Globes 2009 : Golden Globe du meilleur réalisateur pour Slumdog Millionaire
- BAFTA 2009 : BAFTA du meilleur film et du meilleur réalisateur pour Slumdog Millionaire
- Directors Guild of America Awards 2009 : DGA Award du meilleur réalisateur pour Slumdog Millionaire
- Oscar 2009 : Oscar du meilleur réalisateur et du meilleur film pour Slumdog Millionaire
- Prix Goya 2010 : Goya du meilleur film européen pour Slumdog Millionaire

### Nominations et sélections
- Festival de Cannes 1996: sélection officielle, hors compétition pour Trainspotting
- Berlinale 2000 : sélection officielle en compétition pour l'Ours d'or pour La Plage
- Oscars 2011 : Oscar du meilleur film et Oscar du meilleur scénario adapté pour 127 Heures
- Berlinale 2017 : sélection officielle hors compétition pour T2 Trainspotting

## Acteurs récurrents
Danny Bolye choisit souvent des acteurs récurrents, comme Robert Carlyle, un de ses acteurs fétiches, avec qui il a collaboré cinq fois.
| Interprètes           | Année | Film                       | Rôle                          |
| --------------------- | ----- | -------------------------- | ----------------------------- |
| Robert Carlyle        | 1996  | Trainspotting              | Francis « Franco » Begbie     |
| Robert Carlyle        | 2000  | La Plage                   | Daffy                         |
| Robert Carlyle        | 2017  | T2 Trainspotting           | Francis « Franco » Begbie     |
| Robert Carlyle        | 2019  | Yesterday                  | John Lennon                   |
| Ewan McGregor         | 1994  | Petits Meurtres entre amis | Alex Law                      |
| Ewan McGregor         | 1996  | Trainspotting              | Mark « Rent Boy » Renton      |
| Ewan McGregor         | 1997  | Une vie moins ordinaire    | Robert Lewis                  |
| Ewan McGregor         | 2017  | T2 Trainspotting           | Mark « Rent Boy » Renton      |
| Keith Allen           | 1994  | Petits Meurtres entre amis | Hugo                          |
| Keith Allen           | 1996  | Trainspotting              | le dealer                     |
| Christopher Eccleston | 1994  | Petits Meurtres entre amis | Jim                           |
| Christopher Eccleston | 2002  | 28 Jours plus tard         | Major Henry West              |
| Christopher Fulford   | 2004  | Millions                   | L'homme                       |
| Christopher Fulford   | 2025  | 28 Ans plus tard           | Sam                           |
| Ewen Bremner          | 1996  | Trainspotting              | Daniel « Spud » Murphy        |
| Ewen Bremner          | 2017  | T2 Trainspotting           | Daniel « Spud » Murphy        |
| Stuart McQuarrie      | 1996  | Trainspotting              | Gavin Temperley               |
| Stuart McQuarrie      | 2002  | 28 Jours plus tard         | Le sergent Farrell            |
| Jonny Lee Miller      | 1996  | Trainspotting              | Simon « Sick Boy » Williamson |
| Jonny Lee Miller      | 2017  | T2 Trainspotting           | Simon « Sick Boy » Williamson |
| Shirley Henderson     | 1996  | Trainspotting              | Gail Houston                  |
| Shirley Henderson     | 2017  | T2 Trainspotting           | Gail Houston                  |
| Kelly Macdonald       | 1996  | Trainspotting              | Diane Coulston                |
| Kelly Macdonald       | 2017  | T2 Trainspotting           | Diane Coulston                |
| Cillian Murphy        | 2002  | 28 Jours plus tard         | Jim                           |
| Cillian Murphy        | 2007  | Sunshine                   | Capa                          |
| Jack O'Connell        | 2025  | 28 Ans plus tard           | Sir Jimmy Crystal             |
| Jack O'Connell        | 2026  | Ink                        | Larry Lamb                    |

### Revue de presse
- Danielle Parra, « Danny Boyle : quel(s) style(s) ! », Télécâble Sat Hebdo no 1521, SETC, Saint-Cloud, 24 juin 2019, p. 24,  (ISSN 1630-6511)